# Hannelore Schmatz
Hannelore Schmatz (Ratisbona, 16 febbraio 1940 – Everest, 2 ottobre 1979) è stata un'alpinista tedesca, quarta donna a raggiungere la vetta dell'Everest. Ha perso la vita tornando dalla vetta dell'Everest attraverso la via meridionale; Schmatz è stata la prima donna e la prima cittadina tedesca a morire sulle pendici superiori dell'Everest..

## Biografia
Schmatz era in una spedizione attraverso la Via per la Cresta Sud-Est con suo marito, Gerhard Schmatz, quando è morta a 8.300 metri. Gerhard Schmatz era il capo spedizione, allora cinquantenne, e l'uomo più anziano ad aver raggiunto la vetta dell'Everest. Nella stessa spedizione c'era l'americano Ray Genet, morto anche lui mentre scendeva dalla vetta. Esausti per la salita, si erano fermati al bivacco a 28.000 piedi (8.500 m) mentre si avvicinava la notte, nonostante le loro guide sherpa li esortassero a non fermarsi.
Ray Genet morì più tardi quella notte e sia lo sherpa che la Schmatz ne furono angosciati, ma decisero di continuare la loro discesa. Poi a 8.300 m Schmatz si sedette, chiese dell'acqua al suo sherpa e poi morì. Sungdare Sherpa, una delle guide sherpa, è rimasto vicino al corpo e, di conseguenza, ha perso la maggior parte delle dita delle mani e dei piedi. Il corpo di Genet alla fine scomparve sotto la neve, ma il corpo di Schmatz rimase dove morì sulla montagna.

### Corpo
Per anni, i resti di Schmatz potevano essere visti da chiunque tentasse di raggiungere la vetta dell'Everest per la via meridionale. Il suo corpo era congelato in posizione seduta, appoggiato allo zaino con gli occhi aperti e i capelli al vento, a circa 100 metri sopra il Campo IV.
Durante una spedizione del 1981 Sungdare Sherpa fu di nuovo la guida per un gruppo di alpinisti. All'inizio rifiutò proprio perché aveva perso le dita delle mani e dei piedi durante la spedizione del 1979, ma fu pagato molto dallo scalatore Chris Kopcjynski e così accettò. Durante la discesa superarono il corpo di Schmatz e Kopcjynski ne rimase scioccato, credendo che fosse una tenda e ha dichiarato: "Non l'abbiamo toccata. Ho potuto notare che aveva ancora il suo orologio".
Nel 1984 l'ispettore di polizia Yogendra Bahadur Thapa morì mentre cercava di recuperare il corpo di Schmatz durante una spedizione della polizia nepalese. Chris Bonington ha notato Schmatz da lontano nel 1985 e inizialmente ha scambiato il suo corpo per una tenda fino a quando non ha dato un'occhiata più da vicino.

Lene Gammelgaard, la prima donna scandinava a raggiungere la vetta dell'Everest, cita l'alpinista norvegese e capo spedizione Arne Næss Jr. descrivendo il suo incontro con i resti di Schmatz, nel suo libro Climbing High: A Woman's Account of Surviving the Everest Tragedy (1999), che racconta la sua spedizione del 1996. La descrizione di Næss è la seguente:
"Non è lontana adesso. Non posso evitare la sinistra visione. A circa 100 metri (300') sopra il Campo IV è seduta appoggiata al suo zaino, come se si stesse prendendo una breve pausa. Una donna con gli occhi spalancati e i capelli che ondeggiano ad ogni folata di vento. È il cadavere di Hannelore Schmatz, la moglie del capo di una spedizione tedesca del 1979. È salita in vetta, ma è morta scendendo. Eppure sembra che mi segua con gli occhi mentre passo. La sua presenza mi ricorda che qui stiamo alle condizioni della montagna."
Il vento alla fine ha portato i resti di Schmatz oltre lo spigolo giù lungo la parete Est.